# Boog & Elliot 3
Boog & Elliot 3 (Open Season 3) è un film d'animazione del 2011 diretto da Cody Cameron. 
Creato da Sony Pictures Imageworks, il film è il terzo capitolo della saga di Boog & Elliot e sequel del film di Boog & Elliot a caccia di amici (2006) e Boog & Elliot 2 (2009).
Il film è stato distribuito direttamente per l'home video negli Stati Uniti, in Italia e in alcuni paesi mentre in molte altre nazioni è uscito nelle sale cinematografiche.
Negli Stati Uniti, il film è uscito in DVD e Blu Ray il 25 gennaio 2011 e in Italia il 26 gennaio dello stesso anno.

## Trama
Una mattina di primavera, Boog si sveglia dopo il letargo e pianifica un viaggio per trascorrere del tempo con i suoi migliori amici maschi. Tuttavia nessuno vuole partecipare, neppure Elliot, che deve badare ai figli Gisela, Giselita ed Elvis (dei quali Boog è lo zio adottivo), mentre Giselle è da sua madre. Deluso, l'orso parte per un viaggio da solo con il suo orsacchiotto Dinkleman e un coniglio, ma questo lo porta presto in un circo itinerante russo chiamato Maslova Family Circus. Mentre è nel circo, Boog incontra Doug, un orso grizzly pigro, egocentrico e meschino che è stanco di esibirsi e desidera il riconoscimento a pieno titolo di re della foresta. Volendo fuggire, egli convince Boog a prendere il suo posto nel circo e, mentendo, afferma che il giorno dopo ritornerà. Bob e Bobbie intanto hanno adottato anche un redento Fifi e gli altri animali da lui capeggiati nel film precedente; essi scoprono che Boog è finito al circo, per cui fuggono dal camper e vanno in suo salvataggio.
Nel frattempo, l'orso scopre dal lama Alistair che Doug in realtà non tornerà e i due iniziano a fare amicizia. Boog inoltre si innamora di un'orsa grizzly di nome Ursa, la quale pensa che lui sia Doug. Nel frattempo, quest'ultimo arriva nella foresta e si tinge la pelliccia con del fango per sembrare il grizzly, tuttavia Gisela e Giselita si insospettiscono quando vedono che "Boog" tratta gli altri animali come schiavi, quindi riferiscono a Serge e Deni di trovare Giselle per aiutarli e obbediscono. Boog riesce a far capire a Ursa la sua vera identità quando svolge delle acrobazie che Doug non aveva mai fatto. Inoltre, non appena Giselle torna, gli animali della foresta smascherano Doug, il quale rivela che Boog è al circo e che andrà in Russia.
Quella notte, gli animali domestici e selvatici arrivano al Maslova Family Circus. Lì vogliono che Boog torni a casa, ma quest'ultimo non vuole lasciare Ursa e lei non vuole abbandonare il circo. Improvvisamente arriva un Doug redento che si scusa con Boog per averlo ingannato e si riconcilia con Alistair. Mentre i due fanno il loro duetto per il pubblico, Ursa accetta di andare a vivere nella foresta con Boog. La mattina dopo, l'orsa si gode la vita nella foresta e diventa la fidanzata di Boog, oltre ad essere la zia adottiva di Gisela, Giselita ed Elvis. Boog, Elliot e i loro amici maschi fanno finalmente la loro gita e cantano On the Road Again.

## Doppiaggio
| Personaggio | Doppiatore originale | Doppiatore italiano  |
| ----------- | -------------------- | -------------------- |
| Boog        | Matthew J. Munn      | Pino Insegno         |
| Lucy        | Nika Futterman       | Monica Migliori      |
| Ian         | Matthew W. Taylor    | Massimo Bitossi      |
| Reilly      | Matthew W. Taylor    | Roberto Stocchi      |
| Buddy       | Matthew W. Taylor    | Andrea Mete          |
| Deni        | Matthew W. Taylor    |                      |
| McSquizzy   | André Sogliuzzo      | Giorgio Lopez        |
| Serge       | Danny Mann           | Andrea Mete          |
| Gisela      | Karley Scott Collins | Monica Ward          |
| Giselita    | Ciara Bravo          | Vittoria Bartolomei  |
| Elvis       | Harrison Fahn        | Alessio Puccio       |
| Elliot      | Maddie Taylor        | Francesco Pezzulli   |
| Giselle     | Melissa Sturm        | Alessandra Korompay  |
| Earl        | Jeff Bennett         | Stefano Alessandroni |
| Ursa        | Melissa Sturm        | Domitilla D'Amico    |
| Doug        | Matthew J. Munn      | Pino Insegno         |
| Alistair    | Dana Snyder          | Simone Mori          |
| Bobbie      | Georgia Engel        | Antonella Giannini   |
| Wurstellini | Cody Cameron         | Fabrizio Vidale      |
| Roberto     | Steve Schirripa      | Claudio Fattoretto   |
| Stanley     | Fred Stoller         | Edoardo Stoppacciaro |
| Roger       | Sean Mullen          | Fabrizio Mazzotta    |
| Fifi        | Crispin Glover       | Franco Mannella      |
| Maria       | Michelle Murdocca    |                      |